# Carl-Fredrik Grönvall
Carl-Fredrik Grönvall, född 27 december 1879 i Kalmar, död 10 mars 1951 i Stockholm, var en svensk militär och företagsledare.
Carl-Fredrik Grönvall var son till sjökaptenen Martin Wilhelm Grönvall. Efter mogenhetsexamen i Kalmar 1897 inträdde han på den militära banan och avlade officersexamen 1904. 1916 blev Grönvall kapten i Intendenturkåren, var 1915-1917 chef för intendenturkompaniet i Boden och 1917–1920 regementsintendent vid Dalregementet. 1920 övergick han till affärsverksamhet och var 1920–1932 VD och styrelseledamot i Bergslagets brukshandelsaktiebolag i Falun. Som ombudsman i Kemisktekniska och livsmedelsfabrikanters förening (Kelifa) 1932–1942, ombudsman i Svenska textilfabrikantföreningen från 1933 och ombudsman i Svenska chokladfabrikantföreningen 1935–1941 utförde Grönvall ett betydelsefullt arbete. Han var 1941–1943 sektionschef i intendenturdepartementets industribyrå och var från 1943 chef för godsbiltrafiksektionen inom Statens trafikkommission. 1932–1937 var han styrelseledamot i flera av Stockholms större restaurangföretag och 1937–1943 ledamot av Köpmannainstitutets styrelse. Kommunalt intresserad var han under sin tid i Falun stadsfullmäktig 1921–1922 och ledamot och distriktsföreståndare i fattigvårdsstyrelsen och 1923–1932 ledamot av drätselkammaren, varav 1930–1932 som ordförande. Grönvall har behandlat frågor från sina verksamhetsområden i Anteckningar rörande förplägnadstjänsten under de napoleonska krigen (1926), Nya handelsformer i vår tid (1934) och Aktuella problem inom enskild handel (1936).